# ミルクリーク (ユタ州)
ミルクリーク（Millcreek）は、アメリカ合衆国ユタ州のソルトレイク郡にある都市。人口は6万3380人（2020年）。ソルトレイクシティに隣接している。2016年に誕生した若い市である。それまでは国勢調査指定地域（CDP）だった。

## 教育
私立の通信制大学ウェスタンガバナーズ大学が立地している。

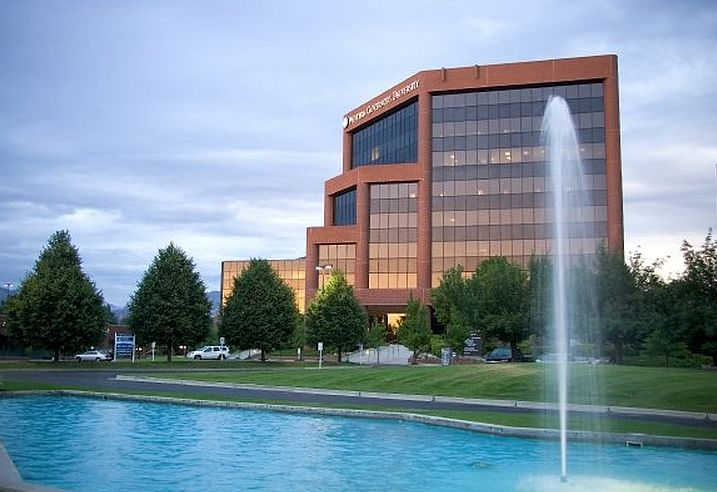
ウェスタンガバナーズ大学